# Forte de Alorna
O Forte de Alorna localiza-se em Alorna, no concelho de Perném, distrito de Goa Norte, no extremo noroeste do estado de Goa, na costa oeste da Índia.

## História
Este forte foi originalmente erguido pelos indianos na margem direita do rio Chaporá, em um trecho navegável do rio, rodeado por montanhas. Foi conquistado para as armas portuguesas pelo 44.º vice-rei do Estado Português da Índia, D. Pedro Miguel de Almeida Portugal e Vasconcelos, marquês de Castelo Novo, em 5 de maio de 1746, que em memória do feito foi recompensado com o título de marquês de Alorna.
Foi restituído aos Bhounsolés em 1761 por ordens do governo. Estes, pouco tempo, entretanto, com o apoio dos Ranes de Sattary, revoltaram-se, ameaçando as possessões portuguesas do norte de Goa. Em função dessa ameaça, a posição foi reconquistada em 25 de agosto de 1781, por forças sob o comando do Vice-rei D. Frederico Guilherme de Sousa.
Embora esteja protegido pelo governo de Goa, Damão e Diu como património histórico desde 1983, encontra-se actualmente em precárias condições, recoberto pela vegetação.
Os habitantes mais antigos de Alorna recordam que, diante do avanço das tropas indianas em 1961, a guarnição portuguesa afundou as peças de artilharia e todos os objetos de valor nas águas do rio.

## Características
O forte apresenta planta pentagonal irregular com quatro baluartes. Externamente, um largo fosso podia ser facilmente inundado pelas águas do rio.
Encontrava-se artilhado com quatro peças de ferro, uma em cada baluarte. Em seu interior erguem-se uma pequena edificação de serviço e uma capela. O portão de acesso rasga-se na muralha a sul, atualmente fechado por um portão metálico.